# Спиваковский, Даниил Иванович

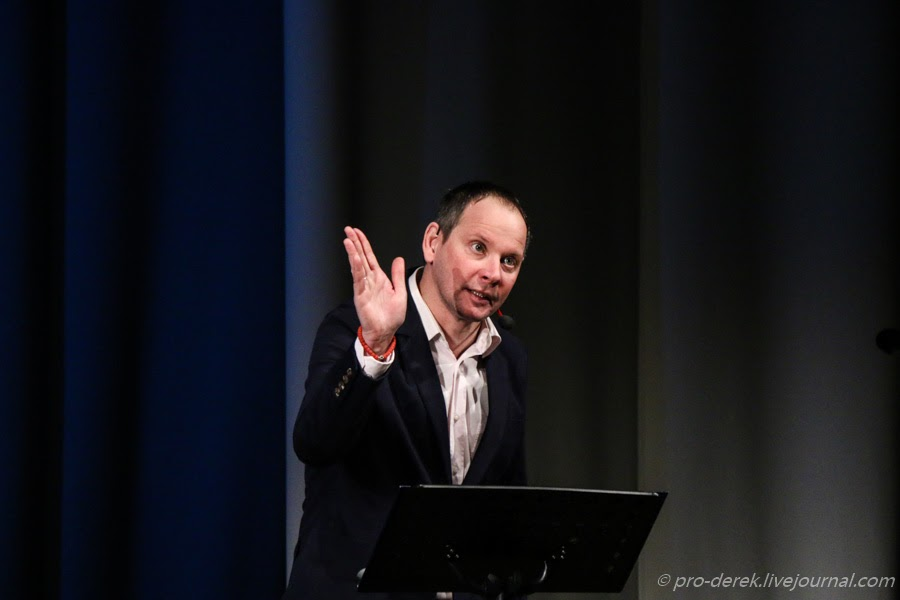
Даниил Спиваковский во время выступления в Тольяттинской филармонии в сопровождении ансамбля русских народных инструментов «Русская рапсодия». Тольятти, 27 ноября 2015 года

Дании́л Ива́нович Спивако́вский (род. 28 августа 1969, Москва) — советский и российский актёр театра, кино и телевидения, продюсер, педагог по актёрскому мастерству, заслуженный артист России (2007). Руководитель мастерской театрального факультета АНО ООВО «Институт театрального искусства имени народного артиста СССР Иосифа Кобзона».

## Биография
Даниил Спиваковский родился 28 августа 1969 года в Москве, в семье Аллы Семёновны Спиваковской (род. 31 декабря 1947), психолога и психотерапевта, впоследствии ставшей доктором психологических наук и профессором МГУ имени М. В. Ломоносова. Её родители — военный лётчик (после ВОВ — лётчик гражданской авиации), фронтовик Семён Давидович Спиваковский (1910—2004) и Людмила Васильевна Спиваковская (1923—2017, урождённая Лебедева), прожившие вместе пятьдесят девять лет. По словам Даниила, своего отца он никогда не знал, и до сих пор даже не знает, от кого родился, а мужское воспитание ему дали его родной дед Семён, прошедший Великую Отечественную войну, и служба в армии.
С детства Даниил любил декламировать стихи, развлекать публику и даже несколько лет занимался в театральной студии при московском Дворце пионеров. Однако в старших классах твёрдо решил пойти по стопам матери и стать психологом.
После окончания средней школы в 1986 году подал документы на факультет психологии МГУ имени М. В. Ломоносова, однако, не добрав одного балла на вступительных экзаменах, поступить не смог и пошёл работать санитаром в психиатрическую больницу. Поступил на следующий год, но из-за отмены льгот для студентов-очников с первого курса был призван на военную службу.
Отслужив два года в войсках связи, в 1989 году восстановился в университете. Однако свою юношескую любовь к театру не забыл и параллельно с учёбой стал играть в Студенческом театре МГУ. Летом 1990 года, за компанию с друзьями, отправился поступать сразу в несколько театральных вузов. Вышло так, что Даниил прошёл отборочные туры сразу в трёх из них и выбрал ГИТИС. Семья была категорически против того, чтобы он бросил учёбу в МГУ, и Спиваковский нашёл выход. Он написал заявление о якобы утерянном аттестате о среднем (полном) общем образовании, получил его дубликат и последующие четыре года учился одновременно в двух вузах и окончил их.
В 1994 году окончил режиссёрский факультет Российского института театрального искусства — ГИТИСа по специальности «Актёрское искусство» (мастерская Андрея Александровича Гончарова).
Сразу после окончания института был принят в труппу Московского академического театра имени Владимира Маяковского, в спектаклях которого был задействован с 1992 года, ещё будучи студентом третьего курса.
В 2000 году окончил Высшие курсы сценаристов и режиссёров (ВКСР) в Москве (мастерская Владимира Меньшова и Александра Гельмана).
В марте 2016 года Даниил Спиваковский в паре с мастером спорта России, бронзовым призёром первенства России по спортивным бальным танцам, танцором международного класса Ксенией Путько принимал участие в десятом сезоне российского развлекательного телешоу «Танцы со звёздами» на телеканале «Россия-1» (пара исполнила три танца).
С 2017 года — преподаватель в Институте театрального искусства имени народного артиста СССР И. Д. Кобзона.
Даниил регулярно снимается в кино и сериалах, среди его последних проектов: «Подольские курсанты», «Клиника счастья» и «Казнь» Ладо Кватании — детективный триллер выйдет в российский прокат 21 апреля. Фильм уже получил две награды на кинофестивале в Реймсе (Франция).

### Личная жизнь
- Первая жена — Анна Борисовна Ардова[16] (род. 27 сентября 1969), актриса театра и кино, заслуженная артистка России (2018); однокурсница Даниила по ГИТИСу (выпуск 1994 года)[13]. Поженились, будучи студентами. Прожили вместе всего одиннадцать месяцев, а развелись официально только через пять лет, оставшись друзьями.
- Вторая жена — Светлана Спиваковская (род. 1987), дизайнер интерьеров[7], бывшая стюардесса[5][6][10]. Познакомились 19 августа 2006 года, в день Преображения Господня, во время полёта в самолёте[6]. Поженились 10 ноября 2007 года в Москве[17].
  - Дочь — Дарья Данииловна Спиваковская (род. 2008)[6][7][11].
  - Сын — Даниил Даниилович Спиваковский (род. 2011)[6][7].
  - Сын — Андрей Даниилович Спиваковский (род. 2013)[6][7].
  - Сын — Степан Даниилович Спиваковский (родился 8 августа 2022)[18]

## Общественная позиция
Даниил Спиваковский поддержал военное вторжение России на Украину и призвал наказывать за оскорбление российских военных.

## Творчество

### Роли в театре

#### Московский академический театр имени Владимира Маяковского
- 1990 — «Розенкранц и Гильденстерн мертвы» Тома Стоппарда — Гамлет
- 1990 — «Приключения Буратино» А. Толстого и Б. Окуджавы. Режиссёр: Юрий Иоффе — Дуремар
- 1994 — «Жертва века» А. Н. Островского. Режиссёр: Андрей Гончаров — Лакей, Старший лакей
- 1997 — «Банкрот» А. Н. Островского. Режиссёр: Е.Лазарев — Тишка, мальчик[20]
- 1997 — «Как вам это полюбится» Шекспира. Режиссёр: Андрей Гончаров — Оселок
- 2001 — «Входит свободный человек» Тома Стоппарда. Режиссёр: Юрий Иоффе — Харри
- 2003-2011 — «Банкет» Нила Саймона — Альбер Доне
- 2004-2016— «Любовь глазами сыщика» Питера Шеффера. Режиссёр: Сергей Арцибашев — Кристофоро
- 2011-2016 — «Поздняя любовь» Валерия Мухарьямова. Режиссёр: Евгений Арье — Марк
- 2012 — «Таланты и поклонники» А. Н. Островского. Режиссёр: Миндаугас Карбаускис — Мелузов

#### Международное театральное агентство «Арт-Партнёр XXI»(Москва)
- 2005 (по настоящее время) — «Бумажный брак», антрепризный спектакль по пьесе Ганны Слуцки и Сергея Бодрова-старшего (режиссёр — Александр Огарёв) — Егор, врач[21]
- 2015 (по настоящее время) — «Сеанс гипноза для семейной пары», антрепризный спектакль по пьесе Василия Сигарева «Детектор лжи» (режиссёр — Георгий Цнобиладзе) — гипнотизёр[22]

### Роли в кино
1. 1991 — Мигранты — эпизод
2. 2000 — Зависть богов — таксист
3. 2000 — Маросейка, 12 (фильм № 1 «Операция „Зелёный лёд“») — Лёва Береговой, инженер
4. 2001 — Воровка 2. Счастье напрокат — Андрей Сухоруков, журналист
5. 2001 — Остановка по требованию 2 — Сухарев
6. 2001 — Сыщики (фильм № 9 «Гончие по кровавому следу») — Лёва
7. 2001 — Нина. Расплата за любовь — руководитель PR-агентства
8. 2002 — Виллисы — врач
9. 2002 — Две судьбы — Марк, пианист, лучший друг Михаила Юсупова
10. 2002 — Русские амазонки — Константин, режиссёр
11. 2003 — Жених для Барби — переводчик
12. 2003 — Зачем тебе алиби? — Юра
13. 2003 — Тёмная лошадка — Иван Табунков, младший лейтенант
14. 2003 — Инструктор (фильм № 4 «Братство кентавров») — Рафат
15. 2004 — 2006 — Виола Тараканова. В мире преступных страстей — Юра Петров
16. 2004 — Мой сводный брат Франкенштейн — Павлик, внебрачный сын из провинции московского журналиста Юлика, бывший участник боевых действий в Чечне
17. 2005 — Бедные родственники — Гриша Цаусаки, работник еврейского кладбища
18. 2005 — Дело о «Мёртвых душах» — Пётр Иванович Бобчинский
19. 2005 — Большое зло и мелкие пакости — Володя Сидорин
20. 2005 — Есенин — А. Ветлугин, русский писатель
21. 2005 — Казароза — Вагин, курьер
22. 2005 — Звезда эпохи — Павел Александрович Шпрингфельд, советский актёр театра и кино
23. 2005 — Новогодний киллер (Украина) — Слава Хазаров
24. 2005 — Одна тень на двоих — Олег Тарасов, скрипач, друг детства Андрея Данилова
25. 2005 — Счастье ты моё… — Гринберг, эсер
26. 2006 — Кинофестиваль, или Портвейн Эйзенштейна — Сергей Ивашов, капитан КГБ
27. 2006 — Лифт — Рафаил, мужик
28. 2006 — Одинокое небо — Верёвкин, музыкант
29. 2006 — Неверность — Стеценко
30. 2006 — Рекламная пауза — Марк Эрнестович, креативный директор рекламного агентства «ZOOpark», сын Инны Ивановны
31. 2006 — Танго любви — Алексей Юрьевич, муж Екатерины, отец Серёжи, зять Натальи Антоновны
32. 2006 — Тайна «Святого Патрика» — Василий Николаевич Карякин, генерал
33. 2007 — Дом на Английской набережной — Вадим
34. 2007 — 1612: Хроники Смутного времени — Стёпка «Подкова»
35. 2007 — Королёв — Михаил Мачинский, физик
36. 2007 — Куратор (Россия, Украина) —
37. 2007 — Молчун (Украина) — Алексей Юдин, художник, муж Анны
38. 2007 — Натурщица — Владислав Эшенбах
39. 2007 — Ночные сёстры — врач-стоматолог
40. 2007 — Сиделка — Борис, муж Полины
41. 2007 — Трое и Снежинка — Андрей (Эндрю), авангардный художник, друг Гарика и Стёпика
42. 2007 — Летнее безумие / Midsummer Madness (Австрия) — Фома
43. 2008 — Посторонний — Леонид
44. 2008 — Застава Жилина — Владимир Амбросимов, политрук
45. 2008 — Защита — Михаил Антонович Бунюгин, майор НКВД
46. 2008 — Мой муж — гений — Лев Давидович Ландау, советский физик
47. 2008 — Не торопи любовь! (Украина) — Илья Александрович Полянский
48. 2008 — Новогодние приключения в июле — Гала-Вирус
49. 2008 — Ораниенбаум. Серебряный самурай — Пётр III, российский император
50. 2008 — Слабости сильной женщины — Константин
51. 2008 — Судьба повелителя (Азербайджан) — Лисаневич, майор, чиновник Российской империи
52. 2009 — Аптекарь — Николай Бурлакин
53. 2009 — Одержимый — Игорь Петрович Маврин, учёный-этнограф, специалист по африканской культуре
54. 2009 — Легенда об Ольге — Адольф Гитлер
55. 2009 — Офицеры 2. Одна судьба на двоих — Дитрих Штальман
56. 2009 — Тень самурая — Олег Викторович Гурский, следователь прокуратуры
57. 2009 — Чёрный баран — санитарный врач
58. 2009 — 9 мая. Личное отношение (новелла «Объяснительная») — Яков Семёнович, бухгалтер
59. 2009 — Одну тебя люблю — Валерий Сергеевич Селиванов, парторг колхоза
60. 2010 — ПираМММида — Гутов
61. 2010 — Легенда острова Двид — Тахомир Тихо, правитель острова Двид / Ктор Эхо, незнакомец
62. 2010 — Утомлённые солнцем 2: Предстояние — командир переправы
63. 2010 — Башня — Михаил Александрович Гольданский, владелец самого высокого здания в Москве под названием «Башня»
64. 2010 — У каждого своя война — Сергей Андреевич Арсеньев, доктор
65. 2010 — Последняя минута (серия № 2 «Люби меня крепче!») — Алексей
66. 2010 — Дом образцового содержания — Владислав Аркадьевич Ягудин, скрипач
67. 2010 — С болваном
68. 2011 — Заяц, жаренный по-берлински — Павел Синдяшкин, кондитер в московском ресторане «Метрополь», друг шеф-повара Петра Ломова
69. 2011 — Три дня с придурком — Иван, фермер, дальний родственник Крепова
70. 2011 — Контригра — Отто Хоффман, физик, немецкий учёный-изобретатель
71. 2011 — Сделано в СССР — Владимир Матвеевич Фертман, детский хирург
72. 2011 — Товарищ Сталин — Михаил Андреевич Суслов
73. 2011 — Лектор — Алексей Яковлевич Бирман, физик
74. 2011 — Прощание славянки — Артур Васильков
75. 2011 — Криминальные обстоятельства — Леонид Борисович, банкир
76. 2012 — Лист ожидания — Григорий Антонович Гольцов, хирург-трансплантолог
77. 2012 — Люблю, потому что люблю — Пётр Алексеевич Серов, бухгалтер-ревизор, проверяющий деятельность базы отдыха «Радуга»
78. 2012 — Личная жизнь следователя Савельева (Кордон следователя Савельева) (серии № 19-20 «Просчёт в тактике») — Вадим Берестов, химик, учёный-фармацевт, заместитель директора НПО «Фармация»
79. 2012 — День додо — главарь преступной банды
80. 2012 — Новогодний переполох — Андрей Львович Шишкин, директор небольшой шоколадной фабрики
81. 2013 — Убить Дрозда — Ярослав (Ярик) Сергеевич Дрозд, агент по недвижимости
82. 2013 — Совсем не простая история — «Хип»
83. 2014 — Секс, кофе, сигареты —
84. 2014 — Умельцы — Пётр Николаевич Московцев, партнёр по бизнесу Виктора Альбертовича («Брюнета»)
85. 2014 — Душа шпиона — Евгений Ландер
86. 2014 — Тальянка — Сергей Петровский, киномеханик
87. 2015 — Снег и пепел — Фёдор Макарович Кардаш, капитан-особист
88. 2015 — Провокатор — Мухин
89. 2015 — Клетка — ростовщик
90. 2015 — Неподсудные — Николай Алексеевич Бушков
91. 2016 — Чужие и близкие — Аркадий, директор медицинского колледжа, муж Лидии
92. 2017 — Графомафия — Вилли Волк
93. 2017 — Провокатор 2 — Мухин
94. 2017 — Воротничок (короткометражный) — муж Ольги Розовой
95. 2017 — Власик. Тень Сталина — Владимир Августович Стенберг, художник, друг Николая Власика
96. 2017 — Чернобыль. Зона отчуждения 2 — пассажир с котом в самолёте
97. 2017 — Когда солнце взойдёт — Игорь Дмитриевич Осинцев, врач-хирург, профессор медицинского института
98. 2018 — Дорога из жёлтого кирпича — Игорь Николаевич Соболь
99. 2018 — Анатомия убийства — Фёдор Михайлович Перфильев, подполковник полиции, следователь[23]
100. 2018 — Презумпция невиновности — Виктор Борисович Сухов, юрист, помощник адвоката
101. 2018 — Мужики и бабы — Возвышаев
102. 2019 — Миллиард — Марк Захарович, врач в перинатальном центре
103. 2019 — Горе от ума — Старцев
104. 2019 — Анатомия убийства 2 — Фёдор Михайлович Перфильев, подполковник полиции, следователь[23]
105. 2020 — Смерть в объективе (фильм № 3 «Каменный гость») — Альберт Валентинович Пичугин, профессор, специалист по истории искусств, муж/вдовец оперной певицы Анны Глинской
106. 2020 — Старые кадры — Матвей Ломбард, экстрасенс
107. 2020 — Подольские курсанты — Углов, инженер
108. 2020 — Катран (серия № 1) — Михаил Альбертович Миллер, врач, хирург-гинеколог, муж (вдовец) убитой картёжницы Киры Миллер
109. 2020 — Анатомия убийства 3 — Фёдор Михайлович Перфильев, подполковник полиции, следователь[23]
110. 2021 — Котейка — Иван Сергеевич Коновалов, врач-ветеринар, кандидат наук, сотрудник частной ветеринарной клиники[24]
111. 2021 — Клиника счастья — Бобрыкин
112. 2021 — Фронтовая любовь — Павел Бобков, журналист[25]
113. 2021 — Анатомия убийства 4 — Фёдор Михайлович Перфильев, полковник полиции, следователь[23]
114. 2021 — Комета Галлея — Аркадий Мухин, музыкант-тромбонист, бывший муж Юлии Борисовны, отец Таисии Артемьевой и Ильи Мухина[26]
115. 2021 — Серебряный волк — Валерий Петрович Попов, физик-ядерщик
116. 2022 — Казнь — Мирон
117. 2022 — Анатомия убийства 5 — Фёдор Михайлович Перфильев, полковник полиции, следователь[23]
118. 2023 — Раневская — Юрий Завадский
119. 2024 — Ректор — следователь
120. 2024 — 9 секунд — врач
121. 2025 — Александр I — Пален

## Признание заслуг

### Государственные награды Российской Федерации
- 2007 — почётное звание «Заслуженный артист Российской Федерации» — за заслуги в области искусства[2].
- 2022 — Премия города Москвы в области литературы и искусства — за вклад в развитие отечественного театрального искусства и кинематографа, многолетнюю плодотворную творческую деятельность[27]

### Общественные награды и премии
- 2005 — номинация на кинопремию «Ника» «Открытие года» за 2004 год — за роль Павла в художественном фильме «Мой сводный брат Франкенштейн».
- 2009 — лауреат премии «ТЭФИ» Академии российского телевидения в номинации «Исполнитель мужской роли в телевизионном фильме/сериале» — за роль советского физика Льва Давидовича Ландау в художественном фильме «Мой муж — гений»[28].